# Ramphogordius bicolor
Ramphogordius bicolor är en djurart som tillhör fylumet slemmaskar, och som först beskrevs av Vernet 1997.  Ramphogordius bicolor ingår i släktet Ramphogordius och familjen Lineidae. Inga underarter finns listade i Catalogue of Life.